# Хардавэй, Бэн
Джозеф Бенсон Хардэвей (21 мая 1895 — 5 февраля 1957) — американский художник-раскадровщик, мультипликатор, актер озвучки, сценарист и режиссер нескольких американских анимационных студий в Золотой век голливудской анимации. Иногда его называли JB Hardaway, Бен Hardaway, Buggsy Hardaway и Б. Hardaway.

## Карьера
Начал свою анимационную карьеру, работая в Канзас-Сити в Службе рекламы фильмов. Позже он работал на студии Walt Disney Animation Studios и Ub Iwerks Studio. Затем его наняла студия Schlesinger/Warner Bros в качестве сочинителя шуток для подразделения Фрица Фреленга. Его повысили до режиссера за семь анимационных короткометражек Бадди. После этого он возобновил работу в качестве сочинителя шуток и рассказчика. Рассказчики начали получать кинокритики в 1937 году. Хардэвей получил кредиты на Daffy Duck & Egghead и The Penguin Parade.
Работая в студии Schlesinger/Warner Bros в конце 1930-х годов, Хардэуэй был в качестве рассказчика и совместно с Кэлом Далтоном снял несколько короткометражек Looney Tunes и Merrie Melodies во время трехлетнего исхода Фриза Фреленга в MGM. Леону Шлезингеру необходимо было заменить Фреленга. Опыт Хардэуэя в этой работе привел к его продвижению по службе. В 1938 году Хардэвей стал сорежиссером «Porky’s Hare Hunt», первого фильма с участием кролика. Этот пока еще безымянный кролик был позже назван в раннем модельном листе как «Bugs' Bunny».
Новый рисунок переработанного кролика был запрошен отделом истории, как описано Вирджилом Россом, аниматором дикого зайца в интервью, опубликованном в номере журнала Animato magazine № 19.
Бен «Багз» Хардэвей получил такое прозвище, когда «его случайный набросок предполагаемого персонажа кролика „был помечен коллегой-сотрудником как“ кролик Багза», как описано в «Британской энциклопедии».
Когда Фреленг вернулся в Warner Bros. в 1939 году, Хардэуэй был понижен в должности до рассказчика, в то время как Текс Эйвери в конце концов создал своего собственного кролика, который позже заменил кролика Хардэуэя. В 1940 году Хардэвей присоединился к сотрудникам Walter Lantz Productions, где он помог Уолтеру Ланцу в создании самого известного персонажа студии, Вуди Вудпекера. Хардэвей написал сам или в соавторстве большинство рассказов для короткометражек Вуди Вудпекера 1940—1951 годов, а также озвучил Вуди в период с 1944 до 1949 годов.

## Дополнительная информация
Хардэвей также был сценаристом мультсериала «приключения Пау Вау», который транслировался в рамках телешоу «Капитан кенгуру».
Сын Джозефа — Боб Хардэвей был саксофонистом группы Вуди Германа и играл на деревянных духовых инструментах на десятках хитовых пластинок с 1950-х по 1990-е годы в поддержку таких разнообразных музыкантов, как Гарри Нильссон, Бонни Райт, Семья Партридж, Дина Вашингтон, Стэн Кентон, Нил Даймонд, а также руководил своими собственными джазовыми комбо и был членом оркестра NBC.
Его внучка Дженнифер Хардауэй (дочь сына Боба и легенды вокального джаза Пинки Уинтерса) — предприниматель и владелец компании Phoebe Peacock. Магазин назван в честь матери Хейзел Хардэвей (жены Бена). Дженнифер также певица, и она была членом Лос-Анджелесских групп The Clear и Superman Loses The Girl в 1990-х и начале 1990-х годов, и была бэк-вокалисткой для нескольких местных певцов Лос-Анджелеса.